# Vagiphantes
Vagiphantes is een geslacht van spinnen uit de familie hangmatspinnen (Linyphiidae).

## Soorten
De volgende soorten zijn bij het geslacht ingedeeld:
- Vagiphantes vaginatus (Tanasevitch, 1983)